# Ragana Dorsa
I Ragana Dorsa sono una struttura geologica della superficie di Venere.